# Out All Night (film 1927)
Out All Night  è un film muto del 1927 diretto da William A. Seiter.

## Produzione
Per il film, prodotto dall'Universal Pictures, vennero usati i titoli di lavorazione Completely at Sea e I'll Be There.

## Distribuzione
Il copyright del film, richiesto dall'Universal, fu registrato il 22 agosto 1927 con il numero LP24333.
Distribuito dall'Universal Pictures e presentato da Carl Laemmle, il film uscì nelle sale cinematografiche statunitensi il 4 settembre 1927. L'European Motion Picture Company lo distribuì nel Regno Unito il 24 ottobre in una versione di 1.860 metri. Nel 1928, uscì in Francia (il 9 marzo, come M'sieu l'Major) e in Finlandia (15 luglio, come Koko yö touhussa).